# Zuidelijke pedaalmot
De zuidelijke pedaalmot (Argyresthia reticulata) is een vlinder uit de familie van de pedaalmotten (Argyresthiidae). De wetenschappelijke naam van de soort werd in 1877 gepubliceerd door Otto Staudinger.